# Премія YUNA (6-та церемонія вручення)
«YUNA» — щорічна українська щорічна національна професійна музична премія. Шоста церемонія вшановувала найкращих в українській музиці за 2016 рік.
Церемонія відбулась 21 лютого 2017 року в НПМ «Україна» у Києві. Ведучим був Потап.
Для 6 церемонії було внесено ряд змін у номінації. Так, номінація Найкращий подія була перейменована на Найкраще концертне шоу, а номінація Найкращий артист NewMedia була перейменована на Новий подих.

## Номінанти та переможці
| Найкращий соло-артист | Найкращий дует |
| --- | --- |
| - Джамала - LOBODA - MONATIK - Макс Барських - Тіна Кароль | - Джамала та «ДахаБраха» — «Заманили» - «Brunettes Shoot Blondes» та «The Maneken» — «Go» - «Quest Pistols Show» та «Open Kids» — «Круче всех» - Костянтин Меладзе та Валерій Меладзе — «Мой брат» - MONATIK та L'One — «Сон» |
| Найкращий поп-гурт | Найкращий рок-гурт (вручив Сергій Кузін) |
| - «Время и Стекло» - «DZIDZIO» - «Mozgi» - «ONUKA» - «Потап и Настя» | - «The Hardkiss» - «O.Torvald» - «Pianoбой» - «Бумбокс» - «Океан Ельзи» |
| Найкращий альбом | Найкраща пісня |
| - MONATIK — «Звучит» - «The Hardkiss» — «Cold Altair» - «Pianoбой» — «Takeoff» - «Океан Ельзи» — «Без меж» - Макс Барських — «Туманы» | - Джамала — «1944» - «SunSay» — «Love Manifest» - MONATIK — «Кружит» - LOBODA — «К черту любовь» - «Время и Стекло» — «Навернопотомучто»                                                                                      |
| Відкриття року | Новий подих |
| - «Грибы» - «DETACH» - Ivan Navi - MamaRika - «Агонь» | - Cepasa - Dima Libra - «Naosleep» - «АССА» |
| Найкраще концертне шоу | Найкраще музичне відео |
| - «The Hardkiss» — «The Hardkiss. Five» - «Бумбокс» — «Люди» - LOBODA — «К черту любовь» - «Время и Стекло» — «Тур 505» - «Океан Ельзи» — «Без меж» | - MONATIK — «Кружит» (реж. Таня Муїньо) - Джамала — «1944» - LOBODA — «К черту любовь» - «Время и Стекло» — «Навернопотомучто» - «Потап и Настя» — «Умамы»                                                                    |
| Найкращий менеджмент | За внесок у розвиток музики |
| - MOZGI Entertainment («Mozgi», «Время и Стекло», «Потап и Настя») - Enjoy! Records (Джамала) - Мейсон Ентертейнмент («DZIDZIO») - VIDLIK Records («ONUKA») - Будинок культури (Тіна Кароль) - Єгор Кір'янов («The Hardkiss») - Музика для мас («Бумбокс») - Нателла Крапівіна (LOBODA) - Олександр Кажиян (Макс Барських) - Суперсиметрія («Океан Ельзи») - Юлія Яцечко (MONATIK) - Юлія Каменчук та Ольга Черткова («O.Torvald») | |